# Strada statale 748 di Kalene
La strada statale 748 di Kalene (SS 748) è una strada statale italiana il cui percorso si sviluppa in Molise. Mette in collegamento la strada statale 647 Fondo Valle del Biferno con Casacalenda.

## Percorso
La strada ha origine dallo svincolo Lupara della strada statale 647 Fondo Valle del Biferno e, procedendo sostanzialmente in direzione sud-est, raggiunge Casacalenda, alle porte della quale si innesta sulla strada statale 87 Sannitica.

## Storia
La strada era precedentemente classificata come strada provinciale 159 Stazione di Bonefro-Fondo Valle Biferno (SP 159). L'arteria è quindi stata oggetto del cosiddetto piano Rientro strade, per cui la competenza è passata all'ANAS il 1º ottobre 2018 la quale la ha provvisoriamente classificata come nuova strada ANAS 522 S.P. 159 Stazione di Bonefro-F.V. Biferno (NSA 522).
La strada ha ottenuto la classificazione attuale nel corso del 2019 con i seguenti capisaldi di itinerario: "Innesto con la S.S. n. 647 (km 47+900) presso il Bivio di Lupara - Innesto con la S.S. n. 87 (km 180+280) presso Zona Artigianale di Casacalenda".